# فولینیو
شهر  فولینیو (به ایتالیایی: Foligno) با جمعیت ۵۶٬۳۷۷ نفر  در ناحیه اومبریا در کشور ایتالیا واقع شده‌است.